# Щитовник
Щито́вник (лат. Dryópteris) — род папоротников из семейства Щитовниковые (Dryopteridaceae).
Латинское научное название рода — Dryopteris — происходит от греч. δρῦς, что значит дуб, и πτέρις, папоротник, и означает папоротник дубовых лесов, дубрав.

## Общая характеристика
Род Щитовник включает в себя около 150 (в некоторых источниках до 250) видов наземных многолетних травянистых папоротников, произрастающих в основном в умеренной климатической зоне Северного полушария. Многие виды образовались в результате межвидовой гибридизации. Наибольшее видовое разнообразие наблюдается в Восточной Азии.
Род включает в себя в основном достаточно крупные наземные растения.
Корневище крепкое, короткое, приподнимающееся от земли, покрытое широкими, часто цельными чешуями или (по краям) железами. Листья двух типов: или ланцетные, дважды перистые, или треугольные, трижды перистые, за редкими исключениями собранные в правильной формы пучки: воронкообразные или гнездовидные. Особый случай для этого рода — Щитовник Зибольда (Dryopteris sieboldii) — у которого нехарактерные, «слишком простые» листья, непарноперистые, с крупными цельными долями.
Листовая пластинка сверху голая, жилки свободные, рахис листа иногда покрыт чешуями, похожими на те, которые покрывают корневище. Спорангии расположены на нижней стороне листочков рядами или разбросаны случайным образом — они округлые до овальных, покрывальце округло-почковидное (в форме щитка), реже отсутствует.
Хотя щитовник очень широко распространён по всему земному шару (от холодных областей Евразии и Северной Америки до тропиков Азии, Африки и Южной Америки), его основные ареалы находятся именно в умеренных климатических областях, где видовое разнообразие папоротников весьма ограничено. Только немногие виды заходят в субтропическую и тропическую области западного и восточного полушарий. Основной центр видового разнообразия (и возможно, происхождения) рода находится в Гималаях и Восточной Азии (более всего в Китае и Японии), где было обнаружено более 100 из 150 его видов. Ископаемые остатки щитовника находили уже в отложениях мелового периода, но развитие и распространение этого рода происходило в основном — в третичном.

## Виды
Ряд видов, входящих в род Щитовник являются широко известными, широко распространёнными или даже легендарными растениями, давно и хорошо известными человеку. В частности, Щитовник мужской (Dryopteris filix-mas), носящий ещё со времён Римской империи народное название папоротник мужской — является одним из самых распространённых видов папоротников вообще и самым распространённым видом папоротников умеренной климатической зоны земного шара.
Более десятка различных видов рода щитовник являются популярными растениями для садово-паркового хозяйства, городского озеленения и приусадебного садоводства. Уже упомянутый щитовник мужской, а также некоторые другие виды употребляются в качестве лекарственных растений.
- Щитовник игольчатый (Dryopteris carthusiana) (синонимы: щитовник татарский[3], или картузианский, или ланцетногребенчатый, или шартрёзский), один из самых привычных папоротников лесной зоны России.
- Щитовник распростёртый (Dryopteris expansa), лесной папоротник средней величины с ажурными листьями, распространённый в умеренной лесной зоне всего Северного полушария.
- Щитовник пахучий (Dryopteris fragrans), широко известный горный низкорослый вид имеет применение в садоводстве, а также в парфюмерной промышленности и для отдушки чаёв
- Щитовник австрийский (Dryopteris dilatata), у которого известно более двух десятков садовых сортов
- Щитовник амурский (Dryopteris amurensis), зимостойкий садовый вид
- Щитовник гребенчатый (Dryopteris cristata), переносящий самые суровые морозы
- Щитовник родственный (Dryopteris affinis), крупное парковое растение для местностей с относительно мягким климатом, имеющее до полусотни интереснейших сортов и гибридов,
- Щитовник тупой (Dryopteris mutica), курильский вид с вечнозелёными листьями, уходящими на зиму под снег
- Щитовник Зибольда (Dryopteris sieboldii), субтропический вид из Японии, самый старый и испытанный из оранжерейных видов щитовника.

Но даже и в области садоводства и озеленения щитовник мужской является признанным рекордсменом. В промышленном и частном садоводстве известно более сотни различных (иногда очень высокоспециализированных) сортов, как близких к природному виду, так и отличающихся от него до полной неузнаваемости.

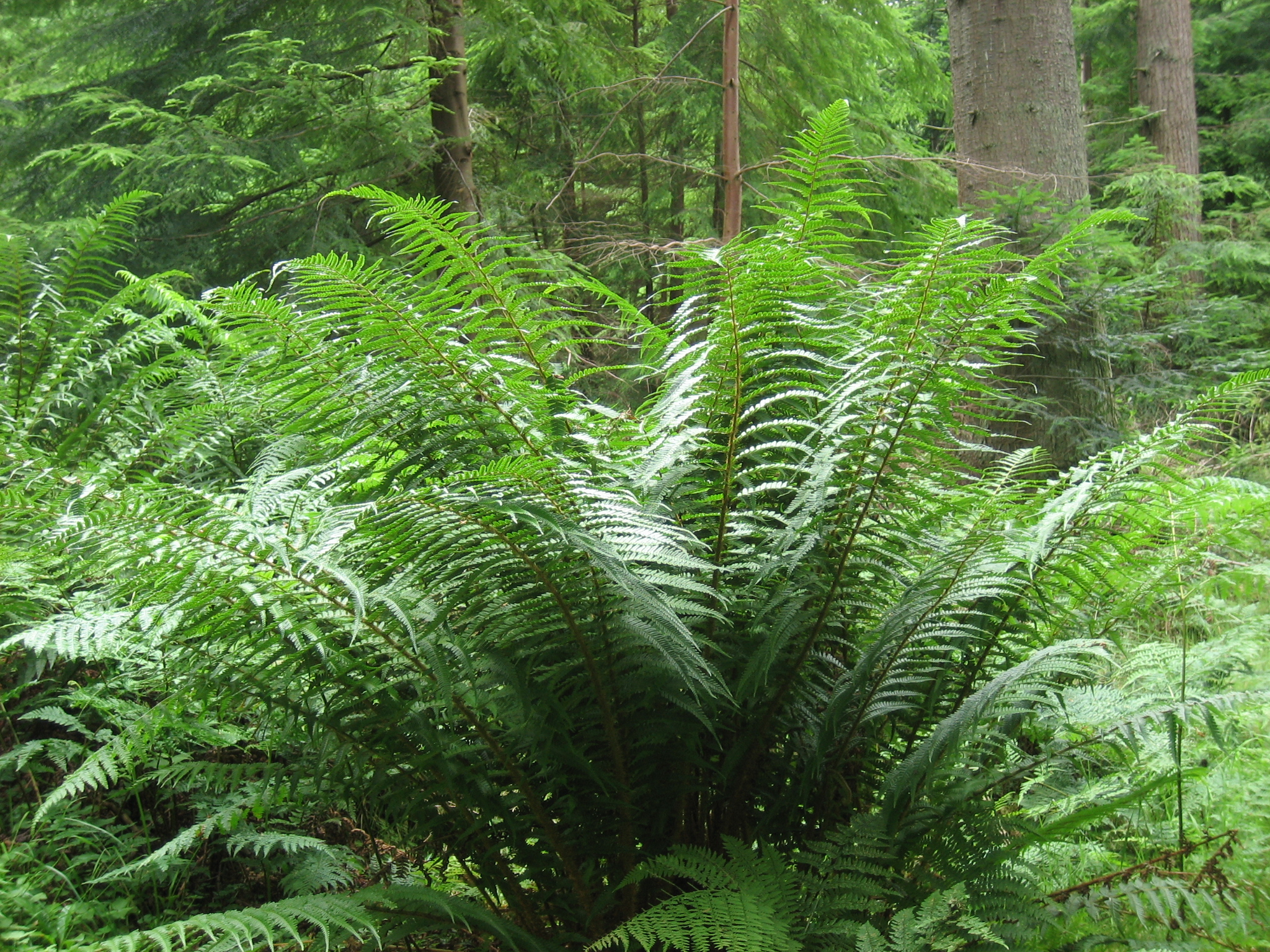
Щитовник родственный (Dryopteris affinis)
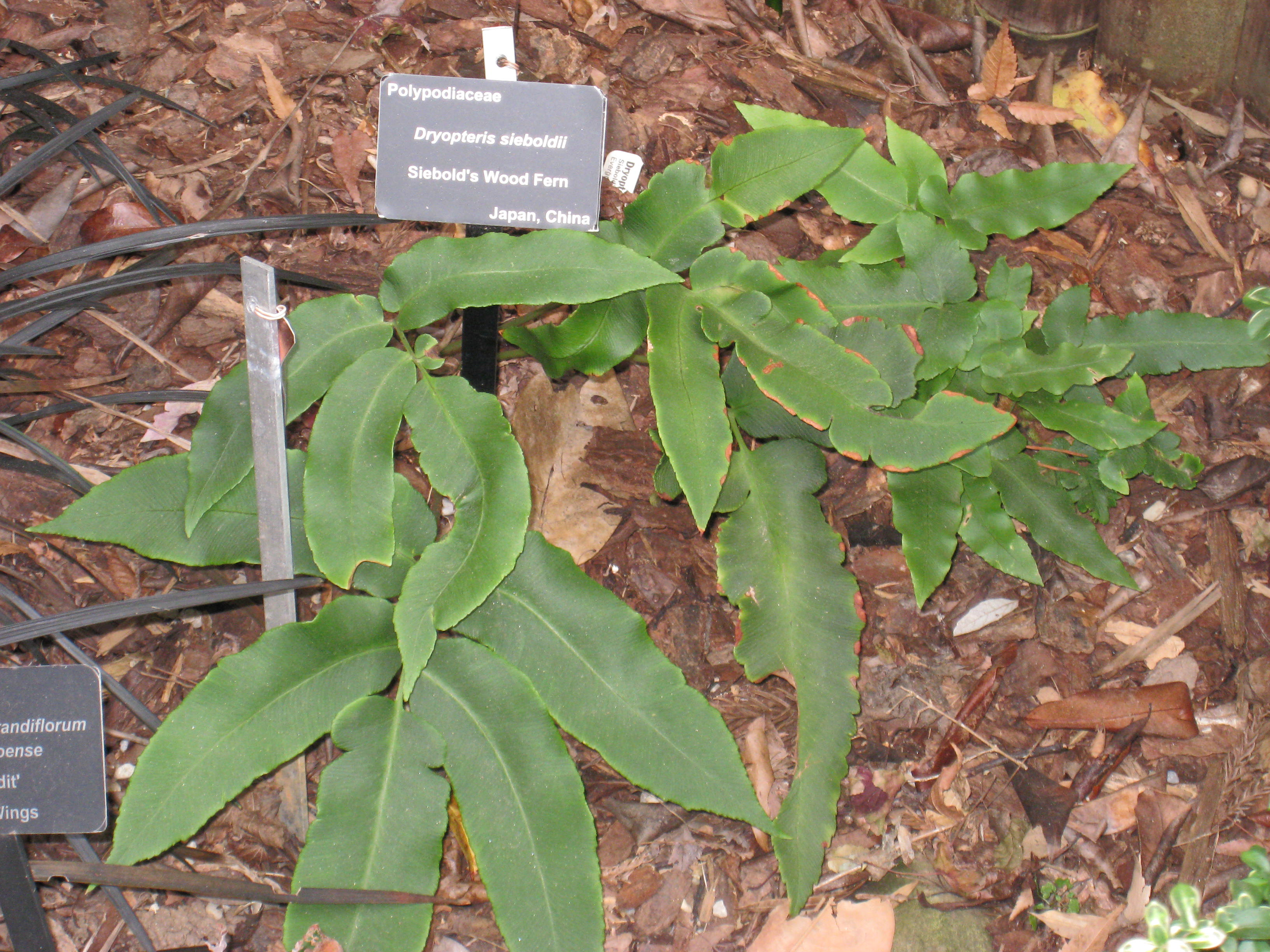
Щитовник Зибольда (Dryopteris sieboldii)
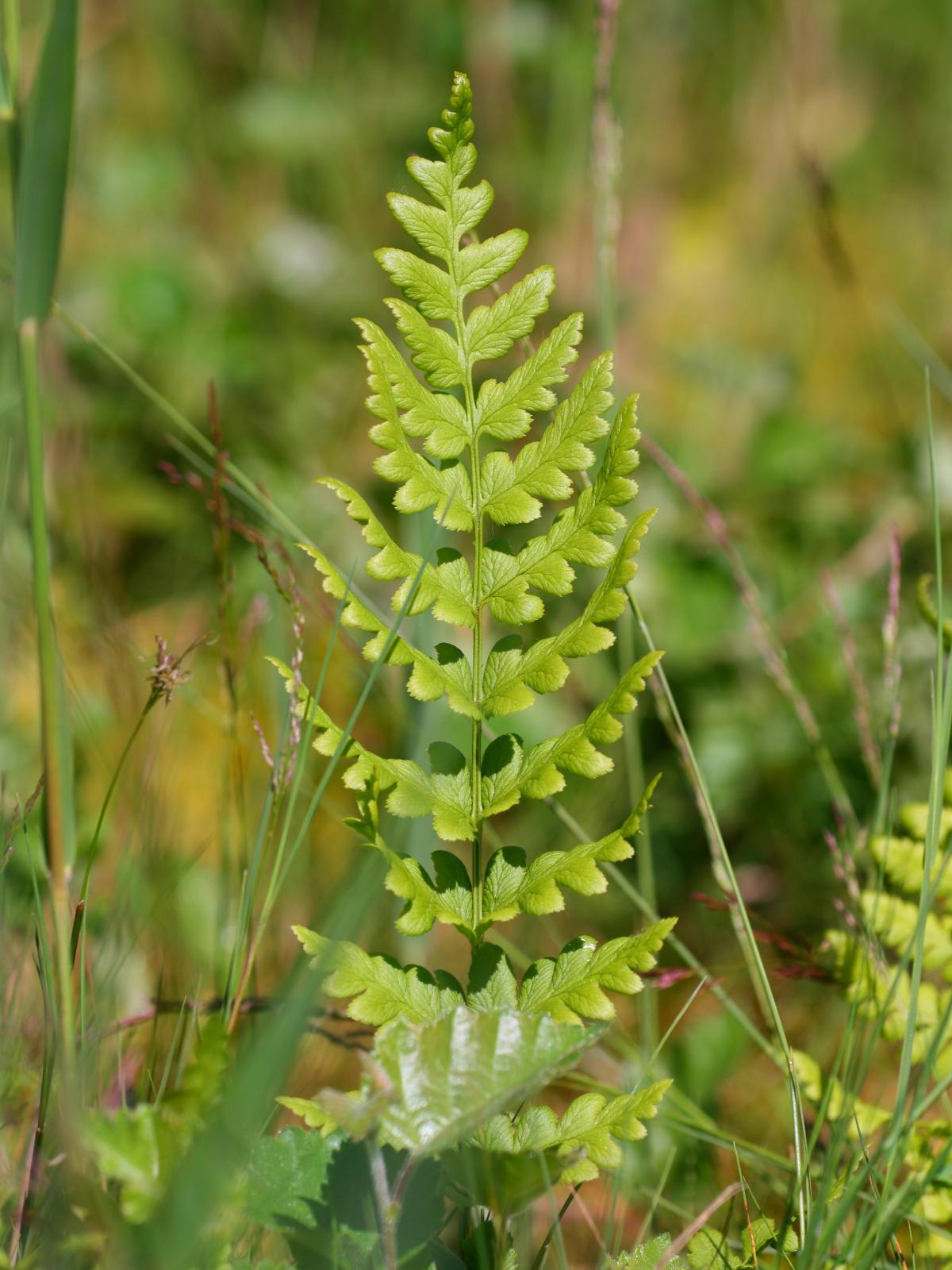
Щитовник гребенчатый (Dryopteris cristata)
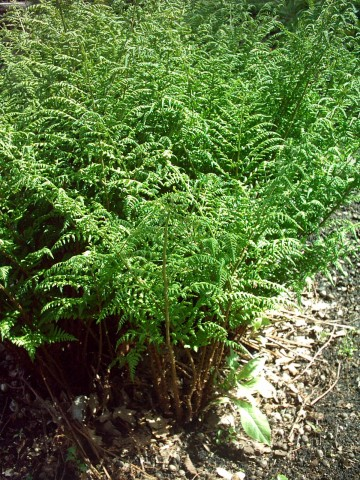
Щитовник австрийский (Dryopteris dilatata)